# Comuna Saraiu, Constanța
Saraiu este o comună în județul Constanța, Dobrogea, România, formată din satele Dulgheru, Saraiu (reședința) și Stejaru.
Teritoriul comunei cuprinde și fostul sat Albina (în trecut Balgiu) desființat prin decret prezidențial în 1977.

## Demografie
Componența etnică a comunei Saraiu
     Români (91,31%)
     Alte etnii (0%)
     Necunoscută (8,69%)
Componența confesională a comunei Saraiu
     Ortodocși (90,11%)
     Alte religii (0,46%)
     Necunoscută (9,43%)
Conform recensământului efectuat în 2021, populația comunei Saraiu se ridică la 1.082 de locuitori, în scădere față de recensământul anterior din 2011, când fuseseră înregistrați 1.282 de locuitori. Majoritatea locuitorilor sunt români (91,31%), iar pentru 8,69% nu se cunoaște apartenența etnică. Din punct de vedere confesional, majoritatea locuitorilor sunt ortodocși (90,11%), iar pentru 9,43% nu se cunoaște apartenența confesională.

## Politică și administrație
Comuna Saraiu este administrată de un primar și un consiliu local compus din 9 consilieri. Primarul, Dorinela Irimia[*], de la Partidul Social Democrat, este în funcție din 2012. Începând cu alegerile locale din 2024, consiliul local are următoarea componență pe partide politice:
|  | Partid                    | Consilieri | Componența Consiliului | Componența Consiliului | Componența Consiliului | Componența Consiliului | Componența Consiliului | Componența Consiliului | Componența Consiliului |
|  | ------------------------- | ---------- | ---------------------- | ---------------------- | ---------------------- | ---------------------- | ---------------------- | ---------------------- | ---------------------- |
|  | Partidul Social Democrat  | 7          |                        |                        |                        |                        |                        |                        |                        |
|  | Partidul Național Liberal | 2          |                        |                        |                        |                        |                        |                        |                        |

## Personalități născute aici
- Gheorghe Aldea-Sarai[8] (n. 1923), economist, sculptor.